# Zarzecze (Królewice)
Zarzecze – część wsi Królewice w Polsce, położona w województwie świętokrzyskim, w powiecie sandomierskim, w gminie Łoniów.
W latach 1975–1998 Zarzecze należało administracyjnie do województwa tarnobrzeskiego.